# Phact
Phact (Alfa de la Coloma / α Columbae) és l'estel més brillant de la constel·lació de Coloma amb magnitud aparent +2,65. El seu nom prové de l'àrab Al-Fakhitah i significa «la coloma», en al·lusió al nom de la constel·lació. També rep els noms de Phaet i Phad. S'hi troba a 268 anys llum del sistema solar.
Phact és un estel subgegant blanc-blavós de tipus espectral B7IVe amb una temperatura superficial de 12.500 K. Unes 1.000 vegades més lluminosa que el Sol —inclosa la radiació emesa en l'ultraviolat—, el seu ràdi és 7 vegades més gran que el radi solar. La seva velocitat de rotació és molt alta, almenys 180 km/s al seu equador, encara que probablement és molt major. Classificada com un estel Be, la ràpida rotació fa que l'estel estiga aplatat pels pols, formant-se una coberta de baixa densitat entorn de l'estel que emet radiació en longituds d'ona específiques. Altres estels d'aquest tipus són Achernar (α Eridani), Alcíone (η Tauri) o la peculiar γ Cassiopeiae.
Phact té una massa aproximadament 4,5 vegades major que la massa solar. És un estel lleugerament variable del tipus Gamma Cassiopeiae i dins d'aquest grup com a estel Be. La seva lluentor varia entre magnitud +2,62 i +2,66.